# 蜡壳耳
蜡壳耳（学名：Sebacina incrustans）是属于银耳目银耳科蜡壳耳属的一种真菌，群生于阔叶林或针阔叶混交林中的地上及枯枝落叶上。该种分布于亚洲、美洲、欧洲。